# Правоприменение
Правоприменение, применение права — применение правовых норм, это организационно-правовая форма государственной деятельности, направленная на реализацию правовых предписаний в жизни.
Это деятельность компетентных субъектов по реализации требований норм права путём конкретизации общих предписаний для индивидуального случая. Реализация норм права может иметь различные трактовки:
1. Претворение в жизнь предписаний позитивного права;
2. Претворение позитивного права в жизнь посредством правомерного поведения;
3. Претворение в жизнь субъективных прав и обязанностей.

## Признаки правоприменения
- Осуществляется в рамках конкретных правоотношений;
- Осуществляется в установленных государством процессуальных формах;
- Сопровождается вынесением индивидуального персонифицированного и казуистичного правоприменительного акта;
- Является государственной властной деятельностью, а также деятельностью негосударственных органов, наделенных правоприменительной функцией в силу закона.

## Стадии правоприменительного процесса
Установление фактической основы дела — исследование всех существенных юридических фактов; жизненных фактов, образующих основу применения норм права.
В рамках этой стадии следует обратить внимание на:
- виды фактических обстоятельств, изучаемых и оцениваемых на данной стадии:
1) обстоятельства, с которыми норма права связывает определенные юридические последствия (стаж работы, возраст);
2) факты – условия, влияющие на выработку правильных, оптимальных решений (обстоятельства совершения правонарушения, личность правонарушителя);
3) факты – доказательства (показания свидетелей, документы и справки, заключение эксперта).
- анализируемую стадию, которая предполагает:
1) определение круга юридически значимых фактов;
2) их сбор и процессуальное закрепление;
3) установление их достоверности, достаточности и истинности.
- процесс доказывания (логическая деятельность по установлению и предоставлению доказательств, участие в их исследовании и оценке).
В результате логической деятельности с помощью доказательств осуществляется реконструкция обстоятельств, необходимая для применения нормы права.
Анализ фактических обстоятельств дела редко происходит сам по себе. С самого начала, приступая к первой стадии, компетентный орган предварительно ориентируется относительно правовых норм, которые могут быть применены в дальнейшем. Изучение фактических обстоятельств позволяет со знанием дела принять решение относительно норм права. Поэтому первая и вторая стадия соотносительны, поскольку они предполагают и сопровождают друг друга.
Установление юридической основы дела — выбор соответствующей нормы права и установление её подлинности (действительности); т.е. правовая квалификация – юридическая оценка всей совокупности фактических обстоятельств дела, путём соотнесения данного случая с определёнными юридическими нормами.
На этой стадии необходимо:
1) выбрать норму права, рассчитанную на данное фактическое обстоятельства;
2) проверить подлинность текста нормы права;
3) проверить правила действия нормы права в пространстве, во времени и по кругу лиц;
4) уяснить смысл и содержание нормы права (толкование – уяснение);
5) разрешить коллизии между нормами права;
6) преодолеть пробелы в позитивном праве;
7) осуществить критику закона. Это значит, что перед применением закона его нужно «покритиковать», т.е. тщательно, всесторонне, с разумной придирчивостью проверить возможность применения юридических норм к данному случаю.
Принятие решения по делу.
Оформление правоприменительного акта, в том числе в устной форме.
1) вынесение акта применения, которым оформляется решение по делу (например, приказ, приговор);
2) определение субъективных прав и юридических обязанностей, мер юридической ответственности и иных мер государственно-правового принуждения конкретных субъектов.

## Формы правоприменения
1) оперативно-исполнительная, в рамках которой осуществляется организация выполнения предписаний норм права, позитивное регулирование с помощью индивидуальных актов (например, прием на работу, регистрация брака);
2) правоохранительная, охватывающая охрану норм права от каких-либо правонарушений; применение мер государственного принуждения; назначение мер наказания или взыскания.

## Примечание
1. ↑  Большая российская энциклопедия
2. ↑  Право обычное // Энциклопедический словарь Брокгауза и Ефрона : в 86 т. (82 т. и 4 доп.). — СПб., 1890—1907.